# Rassa
Rassa é uma comuna italiana da região do Piemonte, província de Vercelli, com cerca de 71 habitantes. Estende-se por uma área de 44 km², tendo uma densidade populacional de 2 hab/km². Faz fronteira com Andorno Micca (BI), Campertogno, Gaby (AO), Gressoney-Saint-Jean (AO), Pettinengo (BI), Piode, Riva Valdobbia, Selve Marcone (BI), Tavigliano (BI).

## Demografia
| Variação demográfica do município entre 1861 e 2011                               |
|                                                                                   |
| Fonte: Istituto Nazionale di Statistica (ISTAT) - Elaboração gráfica da Wikipedia |